# Pteria
Pteria – rodzaj małży z rodziny perłopławowatych (Pteriidae). W języku polskim są nazywane, wraz z rodzajem Pinctada, perłopławami. Występują w morzach tropikalnych przytwierdzone bisiorem do twardych elementów dna. Osiągają od 10–30 cm średnicy. Wytwarzana przez nie masa perłowa i perły są stosowane do wyrobu ozdób.

## Systematyka
Do rodzaju Pteria zaliczane są gatunki:
- Pteria admirabilis
- Pteria aegyptiaca
- Pteria attilatomasi
- Pteria avicular
- Pteria brevialata
- Pteria bulliformis
- Pteria colymbus
- Pteria crocata
- Pteria fuscopurpurea
- Pteria hirundo
- Pteria howensis
- Pteria lata
- Pteria loveni
- Pteria malleoides
- Pteria penguin
- Pteria physoides
- Pteria savignyi
- Pteria sterna
- Pteria tortirostris
- Pteria vitrea
- Pteria vulgaris